# 네이트 파커
네이트 파커(영어: Nate Parker, 1979년 11월 18일 ~ )는 미국의 배우이다.

## 출연 작품
- 아메리칸 스킨 (2019)
- 국가의 탄생 (2016)
- 얼라이브 2015 (2014)
- 어바웃 알렉스 (2014)
- 모든 비밀스러운 것들 (2014)
- 블랙버드 (2014)
- 논스톱 (2014)
- 에인트 뎀 바디스 세인츠 (2013)
- 레드 테일스 (2012)
- 시크릿 (2012)
- 블러드 두 사인 마이 네임 (2010)
- 1968: 터널 래츠 - 비하인드 더 씬스 (2009)
- 더 리얼 그레이트 디베이터스 (2008)
- 벌들의 비밀생활 (2008)
- 펠론 (2008)
- 특수부대: 정글의 전쟁 (2008)
- 그레이트 디베이터스 (2007)
- 프라이드 (2007)
- 더러운경찰 (2005)
- 크루얼 월드 (2005)